# Дуглас, Томми
То́мас Кле́мент (То́мми) Ду́глас (англ. Thomas Clement «Tommy» Douglas, 20 октября 1904, Фолкерк, Шотландия — 24 февраля 1986, Оттава, Канада) — премьер-министр Саскачевана (1944—1961). Член Тайного совета королевы. Он руководил первым в Северной Америке социалистическим правительством и был первым федеральным главой Новой демократической партии. С 1935, по утверждению одной из канадских масонских лож, он был масоном. Дуглас был также баптистским священнослужителем и владельцем типографии. Его дочь, актриса Ширли Дуглас, вышла замуж за актёра Дональда Сазерленда, их сын — актёр Кифер Сазерленд.

## Ранние годы
Томми Дуглас родился в Фолкирке, Шотландия, в 1904 году. В 1910 его семья иммигрировала в Канаду, поселившись в Виннипеге. Непосредственно перед переездом Томми повредил себе колено, заразившись, в результате, остеомиелитом и претерпев множество операций в Шотландии. Однако позже, в Виннипеге, остеомиелит проявился снова, и это требовало немедленной операции. Врачи, к которым обратились родители Дугласа, не давали шансов на сохранение ноги мальчика. Ногу уже собирались ампутировать, пока один известный хирург-ортопед не заинтересовался случаем и согласился прооперировать мальчика бесплатно при условии, что родители разрешат студентам-медикам наблюдать за ходом операции. После нескольких операций нога мальчика была спасена. Этот случай лёг в основу убеждения Дугласа, что медицина должна быть доступной (бесплатной) для всех. Позже в интервью Дуглас сказал:

Я чувствовал, что ни нога, ни сама жизнь ребёнка, не должны зависеть от возможности его родителей найти достаточно денег, чтобы привести к его постели первоклассного хирурга.— 

## Канадское медицинское страхование
Первостепенным вопросом для Дугласа было создание медицинского страхования. Летом 1962 года Саскачеван стал центром жестокой борьбы между провинциальным правительством, североамериканскими врачебными влиятельными кругами и врачами из провинции, начавшими забастовку. Врачи считали, что их интересы не учитываются, и боялись значительной потери доходов и правительственного взаимодействия в решениях о здравоохранении. Их защитники указывали также, что до создания закона о медицинском страховании частные или правительственные схемы медицинского страхования обеспечивали от 60 до 63 процентов населения Саскачевана.
Многие сомневались в осуществимости медицинского страхования, но ФОН показала Канаде, как это может работать: врачи приняли бы правительственное наблюдение, и при осторожном финансовом планировании достаточное количество средств могло бы быть отложено для образования всеобщей системы здравоохранения. Доказательство реализма схемы на провинциальном уровне подготовило путь для общегосударственной программы медицинского страхования.
Несмотря на то что Дугласа часто называют отцом медицинского страхования в Канаде, саскачеванская программа официально запущена его преемником Вудро Ллойдом в 1962 году; Дуглас же в 1961 году ушёл в отставку со своей должности премьер-министра, чтобы принять бразды правления федеральной Новой демократической партией. Успех государственной программы здравоохранения не прошёл незамеченным федеральным правительством. Новоизбранный премьер-министр Канады Джон Дифенбейкер — сам саскачеванец, юрист и видный судья Верховного суда — в 1958 году издал постановление, что каждая провинция, желающая ввести схему «страхования на случай диспансеризации», получит от федерального правительства пять тысяч долларов. В 1962 году председателем королевской комиссии по государственной системе здравоохранения Дифенбейкер назначил судью Эмметта Холла — саскачеванца, юриста и видного судью Верховного суда. В 1964 году судья Холл предложил принять саскачеванскую модель государственного медицинского страхования на уровне всей страны. В 1966 году либеральное правительство меньшинства Лестера Б. Пирсона создало такую программу, на 50 % финансируемую федерацией и на 50 % — провинциями.

## Признание
В 1998 году введён в Канадский зал медицинской славы
В 2004 году по итогам конкурса на программе английской версии CBC Television (Canadian Broadcasting Corporation) Томми Дуглас был назван величайшим канадцем (The Greatest Canadian).